# Charlie DePew
Charles Bradfield «Charlie» DePew (n. 22 de mayo de 1996, Pasadena, California) es un actor estadounidense. Es conocido por interpretar a Philip Stacy en The Amazing Spider-Man y su secuela The Amazing Spider-Man 2: Rise of Electro.

## Biografía
Obtuvo el papel de Charlie Brown en una obra cuando cursaba el sexto grado. Cursó sus estudios en La Cañada High School. DePew es hermano del también actor Jack DePew.

### Carrera
DePew debutó en 2010 en un episodio de la serie original de Disney Channel Shake It Up!. A esto le siguió una participación en el serial televisivo Days of Our Lives en 2011.
DePew fue elegido para interpretar a Philip Stacy en The Amazing Spider-Man al lado de Andrew Garfield y Emma Stone, estrenada en 2012.
En 2014, retorma el personaje de Philip Stacy para The Amazing Spider-Man 2: Rise of Electro, secuela de The Amazing Spider-Man y es elegido para dar vida a Wes Randolph en Pass the Light.
Otros créditos incluyen participaciones en películas para televisión tales como Aliens in the House y Terry the Tomboy, así como en las series Mad Men, Awkward, The Ranch y The Goldbergs.
El 15 de julio de 2016, se dio a conocer que fue elegido para coprotagonizar junto a Bella Thorne la serie de Freeform Famous in Love, donde interpreta a Jake, un chico que aspira a ser guionista y director de cine independiente y protagonizará la película The Bachelors junto a J.K. Simmons.

## Filmografía
| Cine       | Cine                                      | Cine            | Cine                     |
| Año        | Película                                  | Rol             | Notas                    |
| ---------- | ----------------------------------------- | --------------- | ------------------------ |
| 2012       | The Amazing Spider-Man                    | Philip Stacy    |                          |
| 2014       | The Amazing Spider-Man 2: Rise of Electro | Philip Stacy    |                          |
| 2015       | Pass the Light                            | Wes Randolph    |                          |
| 2017       | The Bachelors                             | Mason           |                          |
| Televisión |                                           |                 |                          |
| Año        | Título                                    | Rol             | Notas                    |
| 2010       | Shake It Up!                              | Alex Scott      | 1 episodio               |
| 2011       | Days of Our Lives                         | Paciente        | 2 episodios              |
| 2012       | Bad Fairy                                 | Rodney Hooper   | Película para televisión |
| 2013       | Aliens in the House                       | Al              | Película para televisión |
| 2014       | Mad Men                                   | Sean Glaspie    | 1 episodio               |
| 2014       | Terry the Tomboy                          | Brett           | Película para televisión |
| 2015       | Awkward                                   | Charlie         | 3 episodios              |
| 2015–16    | The Goldbergs                             | Anthony Balsamo | 4 episodios              |
| 2016       | The Ranch                                 | Josh Thompson   | 1 episodio               |
| 2017–18    | Famous in Love                            | Jake Salt       | Elenco principal         |